# Yevlax
 Yevlax város Azerbajdzsánban, a Yevlaxi járás veszi körül, de közigazgatásilag elkülönül attól.

## Fekvése
Bakutól 265 km-rel nyugatra fekvő település. 

## Nevének eredete
Yevlax nevét először Stephen Orbelian örmény történész említette Evlakhay, örmény nyelven: Եւլախայ) alakban. Egyes orosz források szerint pedig Jevlakh neve az ótörök nyelvből származik és "vizes élőhely" jelentésű.

## Története
Jevlakh városát az 1880-as években eredetileg állomásként hozták létre, és a helyi lakosok sokáig "Vagzal" néven emlegették. 
A 19. századi és a 20. század elejének hivatalos dokumentumai a várost Jelizavetpol tartomány Jevlakh állomásaként, majd Jelizavetpol tartomány Jevlakh falujaként említették, majd 1920-ban a Javanshir régióban található Yevlakh falu nevet vette fel. 
A Jevlakhi régiót először az Azerbajdzsáni SZSZK döntése alapján 1935. február 20-án szervezték meg, majd 1939. február 1-jén vált várossá az Azerbajdzsáni Szovjet Szocialista Köztársaság Legfelsőbb Tanácsának döntése alapján. A Jevlakhi régiót az Azerbajdzsán Szovjet Szocialista Köztársaság Legfelsőbb Tanácsának X. ülésszakának határozata 1962. december 26-án megszüntette, területét Agdash, Barda és Gasim Ismayilov körzetek közé sorolták, és Azerbajdzsán iparvárosává vált, majd Jevlakh 1965-ben ismét független régióvá vált, 1965. január 6-tól pedig Jevlakh felkerült az Azerbajdzsán SSR városainak listájára, és megkezdődött az iparosodás a városban.
A városnak 2020-ban 69 798 lakosa volt.